# LoveGame
LoveGame és el quart senzill de l'àlbum debut anomenat The Fame, de la cantant americana Lady Gaga. Va ser estrenat el dia 24 de març de 2009, estant aquella mateixa tarda disponible com a descàrrega digital.

## Llista de cançons
- Australian iTunes single[1]

1. "LoveGame" – 3:33
2. "LoveGame (Robots to Mars Remix)" – 3:13

- Australian iTunes remixes[1]

1. "LoveGame" – 3:32
2. "LoveGame (Dave Audé Radio Edit)" – 3:32
3. "LoveGame (Jody den Broeder Radio Edit)" – 3:53
4. "LoveGame (Space Cowboy Remix)" – 3:20
5. "LoveGame (Robots to Mars Remix)" – 3:13
6. "LoveGame (Dave Audé Club Remix)" – 8:35
7. "LoveGame (Jody den Broeder Club Remix)" – 6:28

- LoveGame (Chew Fu GhettoHouse Fix) iTunes single

1. "LoveGame (Chew Fu GhettoHouse Fix) [feat. Marilyn Manson]" – 5:20

- UK iTunes Remix EP[2]

1. "LoveGame" – 3:37
2. "LoveGame (Chew Fu GhettoHouse Fix) [feat. Marilyn Manson]" – 5:20
3. "LoveGame (Space Cowboy Remix)" – 3:20
4. "LoveGame (Jody den Broeder Club Remix)" – 6:27
5. "LoveGame (Music Video Version)" – 3:44

- US 'The Remixes' CD single[3]

1. "LoveGame" – 3:37
2. "LoveGame (Instrumental)" – 3:37
3. "LoveGame (Acapella)" – 3:31
4. "LoveGame (Dave Audé Radio Edit)" – 3:33
5. "LoveGame (Space Cowboy Remix)" – 3:21
6. "LoveGame (Robots to Mars Remix)" – 3:13

- Germany 'The Remixes' CD single[4]

1. "LoveGame (Chew Fu GhettoHouse Fix) [feat. Marilyn Manson]" – 5:20
2. "LoveGame (Robots to Mars Remix)" – 3:12
3. "LoveGame (Space Cowboy Remix)" – 3:20
4. "LoveGame (Jody den Broeder Club Remix)" – 6:27
5. "LoveGame (Dave Audé Club Remix)" – 8:36
6. "LoveGame (Chester French Remix)" – 3:15
7. "LoveGame" – 3:31

- US and Canadian iTunes remix single[5][6]

1. "LoveGame (Dave Audé Radio Edit)" – 3:32
2. "LoveGame (Space Cowboy Remix)" – 3:20
3. "LoveGame (Robots to Mars Remix)" – 3:13

- French iTunes remixes[7]

1. "LoveGame" – 3:32
2. "LoveGame (Dave Audé Radio Edit)" – 3:32
3. "LoveGame (Jody den Broeder Radio Edit)" – 3:53
4. "LoveGame (Space Cowboy Remix)" – 3:20
5. "LoveGame (Robots to Mars Remix)" – 3:13
6. "LoveGame (Dave Audé Club Remix)" – 8:35
7. "LoveGame (Jody den Broeder Club Remix)" – 6:28

- French iTunes remixes (bonus track version)[8]

1. "LoveGame (Chew Fu GhettoHouse Fix) [feat. Marilyn Manson]" – 5:20
2. "LoveGame (Robots to Mars Remix)" – 3:12
3. "LoveGame (Space Cowboy Remix)" – 3:20
4. "LoveGame (Jody den Broeder Club Remix)" – 6:27
5. "LoveGame (Dave Audé Club Remix)" – 8:35
6. "LoveGame (Chester French Remix)" – 3:15
7. "LoveGame" – 3:31

- UK CD single[9]

1. "LoveGame" – 3:37
2. "LoveGame (Chew Fu GhettoHouse Fix) [feat. Marilyn Manson]" – 5:20